# Allium heteronema
Allium heteronema là một loài thực vật có hoa trong họ Amaryllidaceae. Loài này được F.T.Wang & Tang mô tả khoa học đầu tiên năm 1980.